# 谢赫·迪亚巴特
謝赫·蒂安尼·迪亞比堤（法語：Cheick Tidiane Diabaté，1988年4月25日—）是一名馬里足球運動員，司職前鋒，現時被土耳其足球超级联赛球會奧斯曼利斯普外借至意甲班尼雲度。

## 生平

### 球會
波爾多
迪亞比堤於2007/08年球季在波爾多預備隊有出色的表現，上陣35場射入18球，翌季獲提升上一隊，但由於隊內有更多富有經驗的球員，時任領隊羅倫特·白蘭斯將他外借到位於科西嘉岛上的法乙的球會阿些斯奧汲取上陣經驗。
外借
迪亞比堤於揭幕戰負於沙托鲁（Châteauroux）首次代阿些斯奧上陣踢足全場90分鐘的賽事。在其第二次上陣已可證明其作用，在3-1擊敗蘭斯中個人梅開二度。三星期後，他於4-0大勝瓦讷（Vannes）再次單場射入兩球。在接下來的三星期他於每仗射入1球，協助阿些斯奧擊敗和克莱（Clermont），並賽和尼姆（Nîmes）。迪亞比堤整個球季保持敏銳的射門觸覺，分別在對甘岡、朗斯、昂热和射入奠勝球。他亦於1-1賽和巴斯蒂亞的傳統「科西嘉打吡」（Derby Corse）取得入球。最終迪亞比堤整季射入14球，是隊中入球最多的球員，排於法乙射手榜的第四位，更協助球隊在煞科日成功護級。
迪亞比堤在阿些斯奧的表現使他獲得母會波爾多安排續約留隊效力至2013年6月。於2009年7月1日結束借用返回波爾多不久，他在7月20日再被外借，這次加盟法甲球會南錫。但他大部分時間只在預備隊參賽，整季只曾為一隊上陣兩場。

### 國家隊
迪亞比堤最初代表馬里U17參賽2005年非洲U17錦標賽，於每場分組賽各射入1球，但球隊未能晉身淘汰賽階段。賽事結束後不足1個月，迪亞比堤已首次取得成年國家隊的上陣機會，於世界盃外圍賽4-1擊敗利比里亞中85分鐘後補處子登場。迪亞比堤是馬里奪得2012年非洲國家盃季軍的功臣之一，他以3個入球成為賽事的神射手之一，包括2012年2月11日的季軍戰對加納包辦兩個入球。
國際賽入球
馬里的入球置於入球與賽果前方。
| #  | 日期           | 場地                                        | 對賽球隊   | 入球 | 賽果 | 競賽                   |
| -- | -------------- | ------------------------------------------- | ---------- | ---- | ---- | ---------------------- |
| 1. | 2008年11月18日 | 鲁昂 Stade Robert Diochon                   | 阿尔及利亚 | 1–0  | 1–1  | 友誼賽                 |
| 2. | 2011年3月26日  | 巴馬科 Stade 26 mars                        | 辛巴威     | 1-0  | 1–0  | 2012年非洲國家盃外圍賽 |
| 3. | 2011年8月10日  | 莫纳斯提尔 Stade Mustapha Ben Jannet        | 突尼西亞   | 2–3  | 2–4  | 友誼賽                 |
| 4. | 2011年9月3日   | 巴馬科 Stade 26 mars                        |            | 1–0  | 3–0  | 2012年非洲國家盃外圍賽 |
| 5. | 2011年9月3日   | 巴馬科 Stade 26 mars                        |            | 2–0  | 3–0  | 2012年非洲國家盃外圍賽 |
| 6. | 2011年10月8日  | 佩恩斯維爾 Samuel Kanyon Doe Sports Complex | 利比里亚   | 1–1  | 2–2  | 2012年非洲國家盃外圍賽 |
| 7. | 2012年2月5日   | 利伯维尔 Stade d'Angondjé                   | 加彭       | 1–1  | 1–1  | 2012年非洲國家盃       |
| 8. | 2012年2月11日  | 馬拉博馬拉博運動場                          |            | 1–0  | 2–0  | 2012年非洲國家盃       |
| 9. | 2012年2月11日  | 馬拉博馬拉博運動場                          |            | 2–0  | 2–0  | 2012年非洲國家盃       |

## 外部連結
- （法文） Cheick Diabate（页面存档备份，存于） at L'Equipe.fr
- 谢赫·迪亚巴特在National-Football-Teams.com的資料